# Resolutie 449 Veiligheidsraad Verenigde Naties
Resolutie 449 van de Veiligheidsraad van de Verenigde Naties werd op 30 mei 1979 aangenomen door veertien leden van de VN-Veiligheidsraad. Enkel China nam niet deel aan de stemming. De resolutie verlengde de UNDOF-waarnemingsmacht in de Golanhoogten met een half jaar.

## Achtergrond
Na de Jom Kipoeroorlog van oktober 1973 waren Israël en Syrië overeengekomen de wapens neer te leggen. Hierop werd door een waarnemingsmacht van de Verenigde Naties toezicht gehouden. Tijdens de oorlog bezette Israël de Golanhoogten, die het in 1981 annexeerde.

## Inhoud
De Veiligheidsraad:
- Heeft het rapport van secretaris-generaal Kurt Waldheim over de VN-waarnemingsmacht overwogen.
- Besluit:
a. Alle betrokkenen op te roepen onmiddellijk resolutie 338 (1973) uit te voeren.
b. Het mandaat van de VN-waarnemingsmacht met zes maanden te verlengen, tot 30 november 1979.
c. De secretaris-generaal tegen die tijd een rapport te vragen over de ontwikkelingen en de ondernomen stappen om resolutie 338 uit te voeren.

## Verwante resoluties
- Resolutie 444 Veiligheidsraad Verenigde Naties
- Resolutie 446 Veiligheidsraad Verenigde Naties
- Resolutie 450 Veiligheidsraad Verenigde Naties
- Resolutie 452 Veiligheidsraad Verenigde Naties

Lijst ·  444 ·  445 ·  446 ·  447 ·  448 ·  449 ·  450 ·  451 ·  452 ·  453 ·  454 ·  455 ·  456 ·  457 ·  458 ·  459 ·  460 ·  461